# مارك بالمر
مارك بالمر (بالإنجليزية: Mark Palmer)‏ (و. 1941 – 2013 م) هو دبلوماسي، وسفير، وصحفي، من الولايات المتحدة الأمريكية، ولد في آن آربر، ميشيغان، توفي في واشنطن العاصمة، عن عمر يناهز 72 عاماً.

## التعليم
تعلم في جامعة ييل.

## جوائز
حصل على جوائز منها:
- نيشان الاستحقاق للجمهورية المجرية من رتبة قائد  [لغات أخرى]‏ (2009).